# لوسيان فارمانيان
لوسيان فارمانيان (7 يناير 1930 في غارداني) (بالإنجليزية: Lucien Farmanian)‏ لاعب كرة قدم فرنسي معتزل كان يجيد اللعب في خط الوسط .